# José Antonio Giménez-Arnau y Gran
José Antonio Giménez-Arnau y Gran (Laredo, Cantàbria, 8 de maig de 1912 - Madrid, 27 de gener de 1985) va ser un diplomàtic i escriptor espanyol.

## Biografia
Va estudiar Dret en la Universitat de Saragossa aconseguint el Premi Extraordinari. Es va doctorar en la Universitat de Bolonya amb els premis Vittorio Emanuele i Albornoz. Va ampliar estudis de Dret Internacional a Ginebra (Suïssa). Va ingressar en el Cos de Tècnics Comercials de l'Estat en 1936 i a l'Escola Diplomàtica en 1942. Va ser nomenat Secretari de l'ambaixada a Buenos Aires en 1943 i a la de Dublín en 1946. Entre els anys 1953 i 1955 presidí a Espanya la Direcció general de Cooperació Econòmica del Ministeri de Comerç.

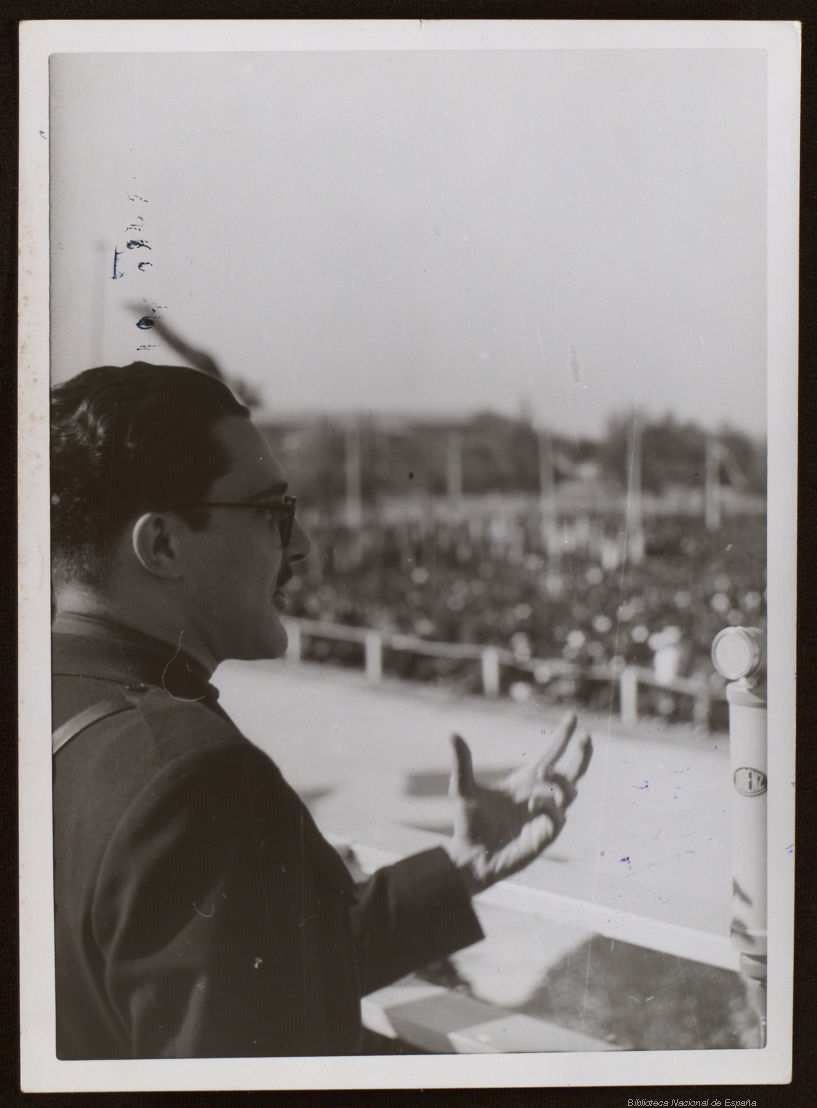
José Antonio Giménez-Arnau pronuncia un discurs al «Campo de la Victoria» de Zaragoza, l'abril del 1938, amb motiu del "primer aniversari de la Unificació.". Dins aquest discurs carregà contra Catalunya "Però una advertència. Ja s'ha acabat aquesta conducta, s'ha acabat la traïció, perquè nosaltres preferiríem veure aquestes terres polvoritzades abans que veure-les una altra vegada en contra dels sagrats destins d'Espanya."

El 1956 va ser Conseller d'Economia Exterior a Montevideo, posteriorment va ser nomenat Ministre Plenipotenciari, ambaixador en les ambaixades espanyoles de Managua i Guatemala.
Durant els últims anys de la dècada dels 50 i primers de els 60, va ser delegat permament en els organismes internacionals. Entre els anys 1967-1969 va encapçalar la delegació espanyola a Rio de Janeiro i Lisboa. El seu últim càrrec com a diplomàtic va ser en 1972 quan va ser nomenat ambaixador a Itàlia.
Es va casar amb María Inés Puente y García-Arnaiz amb qui va tenir sis fills (en van sobreviure quatre), entre ells el famós periodista Jimmy Giménez-Arnau. La seva esposa va morir el 16 de gener de 2004. María Inés (anomenada familiarment Truchy) era germana de Santiago Leandro Puente y García-Arnaiz (1928-1994) casat amb Carmen Fagalde y Luca de Tena, comtessa de Verdú.
Va morir a Madrid i les seves restes mortals van ser incinerats el 29 de gener de 1985 al Cementiri de l'Almudena. Les seves cendres van ser posteriorment traslladades a Saragossa.

## Etapa periodística
Va ser nomenat Cap del Servei Nacional de Premsa i va ser qui va redactar la Llei de Premsa de 1938, que va durar fins a 1966. Membre fundador de l'Agència EFE i dels diaris Hierro, de Bilbao, i Unidad, de Sant Sebastià.

## Obres
- Carta a París (1953)
- De Pantalón Largo (1963)
- Murió hace quince años (1962)
- El Puente.
- La Colmena.
- La hija de Jano (1955)
- Luna Llena (1967)
- Este-Oeste (1970)
- Clase Única (1956).
- El rey ha muerto (1960)
- Alarma (1964).
- Memorias de memoria: descifre vuecencia personalmente, Barcelona, Destino, 1978, 1ª, 378 pp.
- Un hombre y dos retratos- obra teatral presentada al teatro Beatriz en 1981.

## Premis periodístics
- Premi Lope de Vega (1952) per "Murió hace quince años"
- Premi Nacional de Teatre (1952) per "Murió hace quince años"
- Premi Nacional de Literatura "Miguel de Cervantes" (1952) per "De pantalón largo".

## Condecoracions
- Orde del Mèrit Civil.
- Orden Imperial del Yugo y las Flechas.
- Orde de la Reial i Molt Distingida Orde de Carles III (Madrid).
- Orde de l'Àguila (Alemanya).